# Naíta Ussene
Naíta Ussene, né le 5 mai 1959 à António Enes (auj. Angoche, dans la province de Nampula), est un photojournaliste mozambicain.

## Biographie
Né dans une localité côtière du nord, il prend le bateau en février 1974 pour se rendre à l'extrême sud du pays, à Maputo, où vit déjà son frère qui lui propose de travailler comme assistant au 
magazine Tempo. Il y fait ses débuts le 9 avril 1974, pris en main par deux mentors, Ricardo Rangel et Kok Nam, qui lui enseignent l'art de la photographie. 

Sa première photo publiée dans le magazine a été prise dans un village du district de Boane, en compagnie de l'écrivain et journaliste Calane da Silva. Il continue à illustrer les textes d'autres journalistes, parmi les plus en vue de l'époque, tels que Albino Magaia, Luís David, Carlos Cardoso, Alves Gomes ou Mendes de Oliveira, documentant la vie quotidienne, mais aussi les grands moments de l'histoire nationale. Il est ainsi l'un des rares à avoir pu photographier tous les présidents du Mozambique indépendant.
En 1978, il participe à la fondation de l'Organisation nationale des journalistes (ONJ).
En 1994, il est l'un des fondateurs de l'hebdomadaire mozambicain Savana (pt) auquel il collabore toujours (en 2016).

## Œuvre
En 2016 une exposition à la fondation Fernando Leite Couto de Maputo, intitulée O Barro que nos Molda (en fr. « l'argile qui nous façonne »), retrace ses 42 ans de carrière.